# Stati del Sacro Romano Impero (D)
Questo è un elenco degli stati del Sacro Romano Impero, inizianti per la lettera D:
| Nome               | Tipologia                        | Provincia                | Seggio | Formazione               | Note |
| ------------------ | -------------------------------- | ------------------------ | ------ | ------------------------ | --- |
| Dagstuhl Dachstuhl | Signoria                         | Provincia dell'Alto Reno |        |                          | 1290-1375: ai Signori di Dagstuhl 1375-1625: ai Signori di Flenkenstein, Kriechingen, Rollingen e Brucken 1625-1696: ai Signori di Sotern 1696-1802: ai Conti di Oettingen-Baldern e Sotern 1802-1803: ai Principi di Oettingen-Wallerstein |
| Dannenberg         | Principato                       |                          |        |                          | |
| Danzica            | 1454: Libera Città Imperiale     |                          |        |                          | |
| Dauphine           |                                  |                          |        |                          | 1335: alla Francia |
| Davos              | Alta Giurisdizione               |                          |        |                          | |
| Degenberg          | Contea del Sacro Romano Impero   |                          |        |                          | 1602: linea estinta alla Baviera |
| Delmenhorst        | Contea                           | Provincia del Basso Reno |        | 1278; 1440; 1577         | Divisione di Oldenburg 1438, 1482, 1647: Riannessione a Oldenburg |
| Diepholz           | Baronia 1524: Contea             | Provincia del Basso Reno |        | 1278                     | 1583: Annessa a Brunswick estinzione della linea |
| Diessen            | Contea del Sacro Romano Impero   |                          |        |                          | c1326: alla Bavaria |
| Diessenhofen       | Città Imperiale                  |                          |        | 1415                     | al 1442 |
| Diez               | Contea                           |                          |        | 1101                     | 1522: Divisa tra Eppstein-Königstein e Assia-Cassel |
| Diez-Birstein      | Contea                           |                          |        | 1189: Divisione da Diez  | 1322: Annessa a Diez-Weilnau 1438: passata a Isenburg |
| Diez-Weilnau       | Contea                           |                          |        | 1234: Divisione da Diez  | 1438: Annessa a Nassau-Dillenburg |
| Dinkelsbühl        | Città Imperiale                  | Provincia Sveva          | SW     | 1274                     | 1802: Annessa alla Baviera |
| Disentis           | Abbazia del Sacro Romano Impero  | in Svizzera              |        | c. 720                   | parte della Lega Grigia |
| Donauwörth         | Città Imperiale                  |                          |        | c. 1250                  | 1714: Annessa alla Baviera (anche tra il 1606 ed il 1705) |
| Donzdorf           | Lordship 1699: Contea            |                          |        | 1605: PaDivisa da Aichen | 1738: Annessa a Osterberg |
| Dornbirn           | Signoria                         |                          |        |                          | |
| Dortmund           | Città Imperiale                  | Provincia del Basso Reno | RH     | 1220                     | 1803: Annessa al Nassau-Orange |
| Dreis              | Signoria del Sacro Romano Impero |                          |        |                          | |
| Drenthe            | Countea                          |                          |        |                          | 1512: Provincia Borgognona 1579: alle Province Unite |
| Duisburg           | Città Imperiale                  | n/a                      |        |                          | 1290: Annessa a Cleves |
| Düren              | Città Imperiale                  | n/a                      |        |                          | Annessa a Jülich |
| Dyck               | Signoria                         |                          |        |                          | |